# The Outsiders (gruppo musicale statunitense)
The Outsiders è stato un gruppo musicale rock and roll e garage rock statunitense attivo negli anni sessanta.

## Storia
Il gruppo venne fondato a Cleveland, Ohio, dal chitarrista Tom King. La band è famosa per il brano Time Won't Let Me entrato nella classifica americana all'inizio del 1966, che raggiunse la quinta posizione negli Stati Uniti ad aprile. La band ebbe anche altri tre brani nella top 40 dei singoli nel 1966. A metà degli anni '60 gli Outsiders avevano pubblicato 4 album ed una ventina di 7" singoli.
Allmusic ha descritto lo stile di questa band dicendo che "Parte del segreto dietro il successo musicale degli Outsiders risiede negli abbellimenti del gruppo [con corni e archi], che si inserivano perfettamente con il loro suono strumentale di base a tre o quattro pezzi ... comunque audace e ambiziosi, non si è mai perso il senso della band al centro di un suono duro e solido".

## Discografia

### Album in studio
- 1966 - Time Won't Let Me
- 1966 - Album #2
- 1967 - In

### Album dal vivo
- 1967 - Happening 'Live!

### Singoli
- 1966 - Time Won't Let Me/Was It Really Real
- 1966 - Girl in Love/What Makes You So Bad, You Weren't Brought Up That Way
- 1966 - Respectable/Lost in My World
- 1966 - Help Me Girl/You Gotta Look
- 1967 - I'll Give You Time (to Think It Over)/I'm Not Tryin' to Hurt You
- 1967 - Gotta Leave Us Alone/I Just Can't See You Anymore
- 1967 - I'll See You in the Summertime/And Now You Want My Sympathy
- 1967 - Little Bit of Lovin'/I Will Love You
- 1968 - We Ain't Gonna Make It/Oh How It Hurts
- 1970 - Time Won't Let Me/Girl in Love
- 1970 - Changes/Lost in My World
- 1970 - Tinker Tailor/Your Not So Pretty

## Formazione

### The Starfires/The Outsiders 1965 ("Time Won't Let Me")
- Sonny Geraci, voce
- John Madrid, tromba
- Al Austin, chitarra solista
- Gayle Guhde, keyboards
- Tom King, chitarra ritmica, cori, sassofono tenore
- Mert Madsen, basso, armonica
- Mic Shilling, basso
- Ronnie Harkai, batteria

### The Outsiders
- Tom King, chitarra ritmica, sassofono tenore, voce
- Sonny Geraci, voce
- Mert Madsen, basso, armonica
- Bill Bruno, chitarra solista
- Rick Biagiola, batteria
- Jeff Silber, basso

### The Outsiders (1967Livealbum)
- Tom King, chitarra ritmica, sassofono tenore, voce
- Sonny Geraci, Voce
- Richard D'Amato, basso
- Walter Nims, chitarra solista
- Richie D'Angelo, batteria

### The Outsiders (199130 Years Livealbum)
- Tom King, chitarra, cori
- Walter Nims, chitarra, cori
- Rob Mitchell, voce, basso
- Eddie Soto, vocals
- Ted Sikora, guitar, background vocals
- Dave Hershy, horns
- Joe Potnicky, tastiere
- Dan King, batteria
- Rusty Schmidt, voce
- Nick Farcas, tastiere
- Scott Ingram, basso

### The Outsiders (2017-in poi)
- Ricky Biagiola, batteria, voce
- Rik Williger, tastiera, chitarra, armonica, voce
- Michael Abraham, chitarra, voce
- Greg DePaulo, basso, voce
- Jimmy Aschenbener, chitarra, voce